# Cymatosyrinx bartschi
Cymatosyrinx bartschi is een slakkensoort uit de familie van de Drilliidae. De wetenschappelijke naam van de soort is voor het eerst geldig gepubliceerd in 1941 door Haas.